# Jean Védrines
Pour l’article ayant un titre homophone, voir Jean Védrine.
Pour les articles homonymes, voir Védrines.
Œuvres principales
- Château perdu, La Différence, 1997
- L'Oiseau de plomb, La Différence, 2001
- Stalag, La Table Ronde, 2004
- L'Italie la nuit, Fayard, 2008
- La Belle Étoile, Fayard, 2011
- Morteparole, Fayard, 2014
- Âge d'or, Fayard, 2019
- L'Enfant rouge, Fayard, 2023

Jean Védrines, né à Montluçon en 1955, est un romancier français.

## Biographie
Jean Védrines est le petit-fils de l'aviateur Jules Védrines et le fils d'Henri Védrines, député communiste de l'Allier.
Ancien élève de l'École normale supérieure de Saint-Cloud, agrégé de lettres modernes, il publie son premier roman, Château perdu, en 1997 : « Le livre se passe sur trois jours, qui concentrent trois siècles de l'histoire du sud (de l'Italie). C'est une sorte de parcelle ou de miroir de l'éternité, un temps qui serait celui des saints, un temps plus chrétien qu'historique. »
Il dédie son deuxième roman, L'Oiseau de plomb, à son grand-père, « Charles-Toussaint Védrines, baptisé Jules par ses compagnons d'armes, qui, le dix-neuf janvier 1919, posa sèchement son Caudron G7 sur le toit des Galeries Lafayette puis, le vingt et un avril, voulant franchir les Alpes, se manqua et tomba près du Rhône à Saint-Rambert-d'Albon. »
Stalag, publié en 2004, confirme l'originalité et la créativité de la langue de Jean Védrines. 
En 2007, dans L'Écoute intérieure, il anime les entretiens où Michel Chaillou évoque la naissance de l'écriture.
Avec L'Italie la nuit, Védrines revient à la terre de son premier roman, le sud italien, les Pouilles : il restitue les voix et les jours d'une poignée d'habitants du Sud italien, la région la plus solaire de la Péninsule, où pourtant l'ombre du passé, de la dernière guerre comme des années de plomb, s'allonge plus qu'ailleurs. Derrière les politesses fraîchement apprises, les titres gonflants dont ils se gratifient, grondent encore les anciennes violences, les ruses, les vices archaïques. « Jean Védrines crée une langue superbe pour dire l'humanité de ses personnages ». « Si Rossellini avait un demi-frère, il s'appellerait Jean Védrines ».
Publiée en 2011, La Belle Etoile raconte l'enfance du personnage principal de L'Italie la nuit, Giovan, au bocage français où le père, ouvrier métallurgiste, a conduit femme et enfant arrachés à leur terre natale. Comment tourner le dos à la révolution, à la violence politique, pour un partisan, communiste voulant continuer la lutte armée après la Libération de 1945 ? S'interrogeant sur la mystérieuse transmission de la violence révolutionnaire, Jean Védrines scrute la conscience tragique de l'histoire . « La question de l'engagement n'avait plus été abordée depuis longtemps avec une telle finesse et une telle subtilité d'écriture ». Entre mots français et mots italiens, « les mots de gueule et les mots rouges », Jean Védrines, « écrivain de la trempe d'un Pierre Michon ou d'un Pierre Bergounioux », ressuscite les voix du peuple, leur rend leur vitalité poétique, leur noblesse. 
En septembre 2014, il publie son sixième roman, Morteparole, où l'on retrouve Giovan, convié à l'hommage officiel rendu à Paul, son ami d'enfance devenu professeur, dans l'amphithéâtre d'un lycée parisien funèbre. Il y entend une rhétorique froide et orgueilleuse, très éloignée des premiers éblouissements littéraires de leur enfance que Védrines évoque dans "un langage violent, charnu, sensuel et poignant". « Plaidoyer somptueusement désespéré pour une école défunte, mais aussi et surtout pavane amère autour d'une langue en voie de disparition », porté par "une parole libre, une parole de pure poésie, ce roman d'anarchiste" montre que "céder sur le langage, c'est céder sur tout : l'amour, l'honneur, la liberté, la vérité, la dignité."
Georges, le personnage principal d’Âge d’or (Fayard, 2019) est un simple – un homme de peu et une sorte de simple d’esprit – hanté par la grande aventure de sa vie, l’éblouissement de sa jeunesse : à la fin des années 1970, il a quitté Montluçon, sa ville natale, pour s’engager en Italie dans un groupe révolutionnaire qui menait la lutte armée. Il en a payé le prix par son arrestation puis son retour sans gloire. Tandis que triomphent autour de lui « la toute puissance de l’argent et l’orgueil de ceux qui le possèdent », dont Georges entend douloureusement le mépris et la violence, plus personne n’écoute sa parole où il est « question d’une apparente défaite, celle des idéaux révolutionnaires et d’une ardeur qui ne s’est pas atténuée, des errements, de l’ingénuité, du romantisme naïf et, pour finir, de l’illusion du recours à la violence ». « Féroce peintre des mœurs et témoin lyrique des misères du pauvre monde », Jean Védrines écrit dans une « langue qui refuse radicalement de se commettre, de se soumettre ».
Le 5 septembre 2019, Augustin Trapenard déclare, avant de le recevoir à Boomerang : « Jean Védrines est un des auteurs que je préfère au monde, c’est un des plus grands écrivains français. Son nouveau roman, Âge d’or, est l’un des plus vibrants, des plus puissants, des plus beaux qu’il m’ait été donné de lire. »
L'Enfant rouge (Fayard, 2023) est le roman de deux enfances en miroir, celle du père, pauvre parmi les pauvres d'un village de la Creuse, grandi dans la foi avant de se détourner brutalement de la bannière du Christ pour embrasser le drapeau du PCF. Il en deviendra député, membre du Comité Central et c'est dans l'ombre rouge de ce père dont la voix soulève les usines que le fils, Petit Jean, découvre le monde ; "comment grandir quand tout vous fait sentir tout petit ?"
Dans la cité médiévale de Montluçon, l'enfant se nourrit des légendes familiales : le grand-père héroïque, as de l'aviation naissante, fauché en pleine gloire, dont les funérailles nationales avaient réuni anciens combattants et bourgeois repus de la IIIe République. La légende du Père qui, pourtant, ne parle guère et qui, de tribunes en rencontres avec les icônes de la révolution —  Gagarine, Tito, Staline, Thorez —, incarne "la mémoire glorieuse du communisme : les grèves, la résistance et l'enthousiasme de la Libération. Les lendemains qui ne chantent qu'en apparence." Au fil de "scènes quasi-cinématographiques" qu'il se construit à partir des récits de sa nourrice, "Jean tente de rapiécer le roman du père, comme on parle, en psychanalyse, de roman familial".(ibid.)
L'enfant se donne aussi d'autres légendes, que Védrines restitue avec les mots de ses huit ans, plaçant "sa focale à ras-de-terre. On voit, on entend tout à partir du regard d'un enfant. On ne va pas au-delà. Le roman s'arrête quand l'enfant est en passe de ne plus en être un." Il se raconte les Romains enterrés, il en est sûr, sous la place où il tourne des heures à bicyclette et où se dresse l'immeuble raide et osseux de la Fédé. "Jean se cache pour jouer et clamer à voix haute ce que les hommes des siècles passés murmurent à son oreille. Le "je" du narrateur et celui des autres locuteurs s'entrelacent pour former une étrange communion. Un écrivain est en train de naître : prodigieux."
2023 : "Visages de la terre", contribution à l'ouvrage collectif consacré au sculpteur Patrice Alexandre : Patrice Alexandre Un atelier dans la Marne, textes de Pierre Bergounioux, Stéphane Audouin-Rouzeau, Jean-Jacques Charpy, Danièle Cohn, Jacques Gamblin, Violaine Jeammet, Elisabeth Robert-Dehault et Jean-Pierre Verheggen, préface de Xavier Darcos, Cohen&Cohen éditeurs, Paris.
Mars 2024 : participation au documentaire de Jérôme Lambert et Philippe Picard, L'Archipel du Goulag, la révélation, diffusé sur Arte.TV.

## Œuvres

### Romans
- Château perdu, La Différence, 1997
- L’Oiseau de plomb, La Différence, 2001
- Stalag, La Table Ronde, 2004
- L’Italie la nuit, Fayard, 2008
- La Belle Étoile, Fayard, 2011
- Morteparole, Fayard, 2014
- Âge d'or, Fayard, 2019
- L'Enfant rouge, Fayard, 2023

### Entretiens
- L'Écoute intérieure, entretiens sur la littérature avec Michel Chaillou, Fayard, 2007

### Articles
- Le Siècle rebelle, dictionnaire de la contestation au XXe siècle, sous la direction d'Emmanuel de Waresquiel, Larousse, 1999.

## Distinctions
- 1997 : prix François Ier du salon du livre de Cognac.